# Carlos Lenkersdorf
Karl Heinz Herman Lenkersdorf Schmidt, también conocido como Carlos Lenkersdorf, (Berlín, Alemania, 7 de agosto de 1926-México, 23 de noviembre de 2010), fue un filósofo, lingüista y teólogo. Entre sus aportaciones resaltan el estudio de la filosofía Maya-Tojol-ab'al, de la cual construyó una visión teórica y filosófica basada en el principio nosótrico, que cuestiona la tradición filosófica de occidente regida por un eurocentrismo.

## Biografía
Creció en la Alemania gobernada por el nazismo; tuvo que ingresar al ejército y fue enviado a Dinamarca, al término de la guerra en 1946, concluyó sus estudios de bachillerato en Hannover donde también estudió música. Tiempo después estudió teología en la Escuela de la Divinidad de la Universidad Philipps de Marburgo, además de las lenguas griego y latín.
A su llegada a México en 1957, estudió la licenciatura y el doctorado en Filosofía en la Facultad de Filosofía y Letras de la Universidad Nacional Autónoma de México (UNAM).  
En 1973, se fue a las comunidades tojolabales de Chiapas junto con su esposa la historiadora Gudrun Lenkersdorf, donde vivieron 20 años que fueron determinantes en su pensamiento; esta experiencia le permitió reflexionar sobre la organización y convivencia social de la comundad Tojolabal y con ello cuestionar las visiones eurocéntricas y racistas predominantes en la academia y en la sociedad occidental.
En 1994, Carlos y Gudrun Lenkersdorf abandonaron las comunidades tojolabales de Chiapas para mudarse a la Ciudad de México, debido a que existía el peligro de ser deportados a causa de que los agentes de la pastoral diocesana fueron acusados de formar parte del levantamiento zapatista el 1° de enero del mismo año. 
Tras llegar a la Ciudad de México este pensador se integró como investigador  de lingüística, en el Centro de Estudios Mayas del Instituto de Investigaciones Filológicas. Durante varios años hasta agosto de 2010, también impartió cursos de lengua y cultura Tojolabal, primero en el Centro de Estudios Mayas y posteriormente en la Facultad de Filosofía y Letras de la UNAM donde dejó todo un legado sobre estas comunidades.

## Experiencia con la comunidad Tojolabal
La historia de vida de este pensador estuvo marcada por la cultura de las comunidades del pueblo  Tojol-ab'al ubicados en las zonas de Comitán, Altamirano y Las Margaritas en Chiapas. En 1972 acudió a la región a la comunidad de Bachajón, en la región tseltal, ahí escuchó por primera vez la partícula -tik, que caracteriza a distintos pueblos mayas, que lo acompañaron durante toda su vida e influenciaron sus ideas. Posteriormente se incorporó, invitado por el obispo Samuel Ruíz, al trabajo con la diócesis de San Cristóbal de las Casas formando parte del Equipo pastoral de la Misión La Castalia, ubicada en Comitán, Chiapas, que atiende a las comunidades tojolabales. Ahí realizó una labor de alfabetización y concientización con las comunidades tojolabales.  Con ellas coordinó la elaboración de un diccionario bilingüe editado en dos tomos, el primero b'omak'umal tojol'ab'al-kastiya (1981),el segundo b'omak'umal. kastiya-tojolabal (1983). Ademas coordinó    la traducción del Nuevo Testamento al idioma Tojol-ab'al.  

Con relación a la vida de Lenkersdorf y su compañera Gudrun Eduardo Galeano mencionó:
En el año 1973, estos ilustres profesores llegaron a México. Y entraron al mundo maya, a una comunidad tojolabal, y se presentaron diciendo:
—Venimos a aprender.
Los indígenas callaron.
Al rato, alguno explicó el silencio:
—Es la primera vez que alguien nos dice eso.
Y aprendiendo se quedaron allí, Gudrun y Carlos, durante años de años.
De la lengua maya aprendieron que no hay jerarquía que separe al sujeto del objeto, porque yo bebo el agua que me bebe y soy mirado por todo lo que miro, y aprendieron a saludar así:
—Yo soy otro tú.

—Tú eres otro yo.

## Filosofía maya-tojolabal
Carlos Lenkersdorf resalta de la cultura Maya-Tojolabal, su principio nosótrico, que se deriva tanto del Idioma tojolabal como de la estructura social y que representa una forma de pensar diferente a la tradición filosófica occidental y eurocéntrica. En una de sus visitas a Bachajón escuchó el uso del morfema -tik característico de las lenguas Tojol-ab'ales y Tseltales. : 
El -tik -tik es la primera señal que nos envía la cultura maya de los altos de Chiapas. Los tzeltales nos dicen: ‘si nos quieren entender de verdad, decimos la nuestra y no la mía. Tendrán que aprender el nosotros. Es un distintivo de nuestra forma de ser. 
Lenkersdorf  propone cuatro principios clave de los pueblos Tojolabales: Nosotros, Escuchar, Todo vive y la complementariedad o intersubjetividad. El nosotros es el yo integrados a los otros yo, el nosotros integrador, no discriminador ni excluyente. Escuchar implica sentir y la reciprocidad, de escuchar-recibir.  La nosotrificación que posibilita encontrar el camino de cambio en el occidente en la educación, la justicia, la comunidad, la naturaleza y el ser humano y La complementariedad es el emparejamiento; colocarse a la misma altura con los otros, los animales, las piedras, la naturaleza.

## Video
En 1996 Lenkersdorf formó parte del grupo de trabajo sobre "Conceptos" encabezado por el Dr. Pablo González Casanova, le correspondió hablar sobre las Cosmovisiones. Ahí presentó sus principales ideas sobre su acercamiento al pueblo Tojol-ab'al y su idioma. Puedes ver el video en el siguiente enlace: 
Cosmovisiones. (1996)

## Obras
Entre sus obras destacan:
- (1994) Tojolabal para principiantes. Lengua y cosmovisión mayas en Chiapas.
- (1996) Los hombres verdaderos. Voces y testimonios tojolabales.
- (1999) Indios somos con orgullo. Poesía maya-tojolabal.
- (2001) El diario de un tojolabal. Edición bilingüe, traducción y comentarios
- (2002) Filosofar en clave tojolabal.[13]
- (2004) Conceptos tojolabales de filosofía y del altermundo.[14]
- (2006) La semántica del tojolabal y su cosmovisión.
- (2008) Aprender a escuchar: enseñanzas maya-tojolabales.[15]
- (2021) Jun jk'ujoltik oj b'ejyutotik. Un solo nuestro corazón caminaremos. (Obra póstuma) .[16]

## Premios y reconocimientos
- (1994) Premio Ensayo Literario Hispanoamericano “Lya Kostakowsky"

## Página web de sus obras
En 2022 salió a la luz pública el sitio web que contiene las obras de este autor titulado Los Lenkersdorf.
Otras páginas relacionadas con su obra y con el pueblo Tojol-ab'al son:  
- Tojol-ab'al Biblioteca
- Jun jk'ujoltik oj b'ejyukotik